# Varanus mabitang
Espèce
Statut de conservation UICN

 EN B1ab(iii,v)+2ab(iii,v) : En danger
Statut CITES
Le Varan mabitang, Varanus mabitang, est une espèce de sauriens de la famille des Varanidae.

## Répartition
Cette espèce est endémique de l'ile de Panay aux Philippines.

## Publication originale
- Gaulke & Curio, 2001 : A new monitor lizard from Panay Island, Philippines (Reptilia, Sauria, Varanidae). Spixiana, vol. 24, n. 3, p. 275-286 (texte intégral).